# Tubocapsicum
Tubocapsicum ist eine Pflanzengattung mit zwei Arten aus der Familie der Nachtschattengewächse (Solanaceae). Die Gattung kommt ausschließlich in Ostasien vor.

## Beschreibung
Tubocapsicum sind aufrecht wachsende, mehrjährige, krautige Pflanzen, die meist 0,5 bis 1 Meter, selten auch bis 1,5 Meter groß werden. Die kräftigen Sprosse sind hohl und können behaart sein. Zum Beginn des Wachstums bildet die Pflanze einen relativ starken, aufrechten Stamm, der in 2/5-Kreisabständen Blätter ausbildet. In einer Höhe von 30 bis 50 cm bildet sich der erste Blütenstand, begleitet von einem Blatt, der Stamm teilt sich dabei in zwei bis drei mehr oder weniger gleich starke Zweige auf. Auch diese Zweige enden erneut in einem Blütenstand sowie einem einzelnen Blatt. Die Aufteilung der Äste folgt weiterhin dem gleichen Schema. Wenn im Alter die äußeren Zweige dünn und schwach werden, neigen sie in die Horizontale. Bilden sich an horizontal liegenden Ästen weitere Verzweigungen, wird der untere Zweig der Verzweigung der dominantere, der obere ist deutlich in der Größe reduziert.
Im fortschreitenden Alter entstehen nahe der Basis des Stamms weitere Nebenstämme, die dem eigentlichen Hauptstamm ähneln und gleiches Wachstumsverhalten zeigen, allerdings meist größere Blätter besitzen. Erstes Anzeichen eines sich bildenden Nebensprosses sind zwei bis sechs kleine Blätter, die sich jedoch nicht weiterentwickeln. Die erste Teilung der Nebensprosse erfolgt nach sechs bis 13 Blattknoten. Durch das Herabbiegen der Zweige und der Ausbildung von Nebensprossen haben ältere Pflanzen oft ein spindeliges Aussehen, ein Hauptstamm ist oftmals nicht zu erkennen.
Die einzelstehenden oder ungleichmäßig paarweise vorliegenden Blätter sind (5) 8 bis 15 (20) × (2) 4 bis 6 (10) cm groß, eiförmig, lanzettlich oder elliptisch-eiförmig, gelegentlich merkwürdig gewellt. Die Blattspitze ist zugespitzt, die Basis spitz an den Blattstielen herablaufend. Die Blattstiele sind mit einer Länge von (6) 10 bis 35 (40) mm relativ kurz.
Die in den Sprossachseln stehenden Blütenstände bestehen aus zwei bis fünf, selten sechs Blüten. Diese stehen an 15 bis 25 mm langen Blütenstielen, die am Ende verkehrt kegelförmig verdickt sind. Der becherförmige Blütenkelch ist kaum 2 bis 3 mm lang, flach und besitzt einen abgeschnittenen Rand. Die fünf Kronblätter sind gelblich, soweit zurückgebogen und eingerollt, dass die Spitze verdeckt ist und sind zur Hälfte bis zu 1/3 miteinander verwachsen. Sie bilden eine glockenförmige bis trichterförmige Krone. Die Kronröhre besitzt keine Falten oder ist nur kaum gefaltet. In der Krone befinden sich fünf Staubblätter, deren Staubfäden genauso lang oder länger als die Antheren sind. Der Fruchtknoten ist birnenförmig oder fast kugelförmig, die Nektarien sind ringförmig angeordnet, der Griffel ist zylindrisch und die Narbe scheibenförmig, mit einer abgeflachten Auskehlung in der Mitte.
Nach dem Fruchtansatz vergrößert sich der Kelch, so dass er fast so groß ist, wie die eigentlichen Früchte, an denen er eng anliegt. Die beerenförmigen, roten Früchte sind rund, 6 bis 7 mm groß und beinhalten 10 bis 15 Samen. Die Samen sind gelblich, fast kugelförmig, stark abgeflacht und 2,2 bis 2,5 mm lang.

## Vorkommen
Während die Art Tubocapsicum anomalum in Ostasien (Zentral- und Südchina, Taiwan, Zentral- und Südjapan, Südkorea, Philippinen und Borneo) weit verbreitet ist, ist die Art Tubocapsicum obtusum nur aus Japan bekannt. Die Pflanzen wachsen in mäßig feuchten, immergrünen Wäldern, von Küstengebieten bis in eine Höhe um 700 Metern.
Kultur, Zucht und Verwendung sind nicht bekannt.

## Systematik

### Äußere Systematik
Die Einordnung der Gattung Tubocapsicum in die Familie der Nachtschattengewächse ist noch nicht zweifelsfrei geklärt. Hunziker vermutet Verwandtschaft zu den Gattungen Witheringia und Cuatresia, platziert die Gattung daher in die Tribus Solaneae. In der Systematik nach D'Arcy wird die Gattung zunächst in die Tribus Capsiceae gesetzt, in seiner Revision der Gattung folgt er aber Olmstead, der aufgrund von cpDNA-Analysen die Gattung mit den Aureliana und Witheringia in die Tribus Physaleae verschiebt.

### Innere Systematik
Der Gattung Tubocapsicum werden zwei Arten zugeordnet:
- Tubocapsicum anomalum (Franch. et Sav.) Makino (Syn.: Capsicum anomalum Franch. & Sav., Tubocapsicum obtusum (Makino) Kitamura): Sie kommt im tropischen und im gemäßigten Asien vor.[4]
- Tubocapsicum boninense (Koidz.) Koidz. ex H.Hara: Sie kommt von den Ogasawara-Inseln bis Kazan-rettō vor.[4]

## Botanische Geschichte
Die erste Beschreibung einer Art der Gattung Tubocapsicum erfolgte 1879 durch die französischen Botaniker Adrien René Franchet und Paul Amedée Ludovic Savatier, als sie Tubocapsicum anomalum noch der Gattung Paprika (Capsicum) zugehörig beschrieben. Weitere Beschreibungen der Art als Solanum anodontum und Solanum philippinense folgten, wurden jedoch 1913 bzw. 1917 von Georg Bitter als Synonyme zu Tubocapsicum anomalum eingestuft.
Der Name Tubocapsicum wurde erstmals 1898 von Richard Wettstein verwendet, damals jedoch nicht als eigenständige Gattung, sondern als Sektion innerhalb der Gattung Capsicum. Der Gattungsstatus wurde 1908 zuerst durch den japanischen Botaniker Tomitaro Makino vorgeschlagen, wurde aber in der Folge beispielsweise durch Bitter zunächst meist nicht anerkannt. Zum Teil wurden diese Zuweisungen vorgenommen, ohne dass die Autoren je einen Blick auf Exemplare der entsprechenden Art werfen konnten.
1926 beschreibt Makino ein 1921 gefundenes Exemplar als Tubocapsicum anomalum var. obtusum, doch bereits 1937 schlägt Kitamura den Artstatus der beschriebenen Pflanze vor. Zwischen 1963 und 1998 erschienen einige kurze Beschreibungen der Art in Flora-Werken Asiens, einige kurze Erwähnungen sind auch in anderen Veröffentlichungen zu finden, die Mehrzahl der Veröffentlichungen dieser Zeit erkennt den Gattungsstatus von Tubocapsicum an.
Eine erste umfassende Abhandlung über die Gattung, in der auch beide bekannten Arten beschrieben werden, wurde von einem Forscherteam um William D’Arcy erstellt und 2001, nach dem Tode D'Arcys veröffentlicht.